# マルゲリータ・ディ・サヴォイア (1390-1464)
マルゲリータ・ディ・サヴォイア（Margherita di Savoia, 1390年6月21日 - 1464年11月23日）は、イタリアのサヴォイア家の公女で、モンフェッラート侯テオドーロ2世の3番目の妻。1669年にローマ・カトリック教会の福者とされた。

## 生涯
ピエモンテ領主で名目上のアカイア公であるアメデーオと、ジュネーヴ伯アメデ3世の娘カトリーヌの間の長女として生まれた。サヴォイア＝アカイア家（Savoia-Acaia）は、マルゲリータの曾祖父フィリッポ1世がアカイア公国の女子相続人イザベル・ド・ヴィルアルドゥアンと結婚し、1301年から1307年にかけてアカイアを治めたことに始まる。フィリッポ1世はその後、アンジュー＝シチリア家のタラント公フィリッポ1世によってアカイアを追われたが、その子孫はアカイア公位を請求し続けていた。
1403年1月17日、マルゲリータはビザンツ帝国のパレオロゴス朝の流れをくむモンフェッラート侯テオドーロ2世と結婚した。15年間の結婚生活の間に子供を授かることはなく、夫は1418年に亡くなった。
マルゲリータは元来敬虔なカトリック信徒だったが、モンフェッラートに数ヶ月間滞在したドミニコ会の説教師ヴィンチェンツォ・フェレリ（後に聖人）の説教を聞いた後は、その影響でさらに信心深くなった。1418年に夫と死別すると、俗世を離れて修道院に入ることを決めた。継息子のモンフェッラート侯ジョヴァンニ・ジャーコモに諸事を託すと、マルゲリータは28歳でアルバに引退してドミニコ会第三会に入会した。
その後まもなく、ミラノ公フィリッポ・マリーア・ヴィスコンティがマルゲリータとの結婚を望み、教皇マルティヌス5世にマルゲリータの立てた修道女誓願を取り消してくれるように頼んだ。マルゲリータはミラノ公の強引なやり方に表立って反対し、自分は全てを神に捧げていると訴えて、再婚話を破談にした。マルゲリータは諸侯家の貴婦人の常として、修道院をドミニコ会に寄進している。マルゲリータは他の人よりも重い苦行に耐え、強い信仰心を示し、1464年にアルバの修道院で亡くなった。
マルゲリータは1669年、教皇クレメンス9世によって福者とされた。